# Salcedo (provinshuvudstad)
Salcedo är en provinshuvudstad i Dominikanska republiken.   Den ligger i provinsen Hermanas Mirabal, i den centrala delen av landet, 110 km norr om huvudstaden Santo Domingo. Salcedo ligger 196 meter över havet och antalet invånare är 45 299.
Terrängen runt Salcedo är platt åt sydväst, men åt nordost är den kuperad. Runt Salcedo är det ganska tätbefolkat, med 185 invånare per kvadratkilometer. Närmaste större samhälle är San Francisco de Macorís, 19,3 km öster om Salcedo. Omgivningarna runt Salcedo är huvudsakligen savann.